# Фредерик Мистрал
Фредерик Мистрал (фр. Frédéric Mistral; Мајан, 8. септембар 1830 — Мајан, 25. март 1914), био је новопровансалски пјесник.

## Биографија
Фредерик Мистрал је рођен у Мајану (фр. Maillane), градићу на ушћу Роне. Оснивач је и главни представник књижевне школе тзв. фелибрижа (фр. félibrige), чији је задатак био обнова и одржање провансалског језика (фр. langue d'oe) и подизање његовог значаја до књижевног језика, а Мистрал је томе задатку посветио читав свој живот и пјеснички рад.
Године 1855. Мистрал је заједно са Руманијом (Roumanille) и другим провансалским пјесницима започео издавање алманаха (часописа) поезије и прозе Armana Prouvençau.
Поријекло из старе провансалске породице само му је допринијело већем ангажовању у тематској обради његових пјесничких остварења: опјевао је славну прошлост Провансе и њену природу, а живот и сељаке у њиховој једноставности с патријархалним обичајима. Да би потакао чување тих вриједности основао је 1899. године музеј обичаја и живота Провансалаца. У француској књижевности име Мистрала, уз Ламартина (Lamartine) и Жама (Jammes), најоригиналнија је персонификација пјесничке провинције: он је у центру Провансе стекао и сачувао наклоност и фамилијарну навику код публике. Као интелектуалца антидрајфусовца Морас га је довео у „Лигу француске отаџбине“. Умро је 25. марта 1914. године.
Када је ријеч о његовим дјелима у формално-поетичком смислу, треба нагласити да је хеленистичко знање, стечено у младости, изразио у сликовитом пејзажу родне Провансе, а своје сељаке настојао идеализовати. У том погледу створио је строфу са специфично мистраловском инвенцијом, и баш због такве форме ниједан провансалски пјесник послије Мистрала није се усудио преиначити је. Та призната оригиналност оличена је у двама спјевовима Миреј (Mireille/Mirèio) и Каландал (Calendal/Calendau). Први је идилична поема из провансалске прошлости, објављена 1859, а други је изашао из штампе 1867. године. Написао је и Златна острва (Lis Isclo d'Or), збирку лирских пјесама, коју је објавио 1875. године. Са лириком се јавио и 1912. (Lis Oulivado). У његовој књижевној оставштини је и једна трагедија. За своју пјесничку оригиналност награђен је 1904. године Нобеловом наградом за књижевност, коју је подијелио са шпанским драмским писцем Ечегарајом-и-Еисагиром.
Француски историчар књижевности Албер Тибоде, међу многобројним значајнијим књижевним студијама, 1930. године објавио је и једну сјајну монографију о Мистралу: Mistral ou la République du soleil.